# Fandango (film 1928)
Fandango è un cortometraggio muto del 1928 diretto da Henry W. George, pseudonimo con cui firmava le sue regie il popolare attore comico britannico Lupino Lane.

## Produzione
Il film fu prodotto dalla Lupino Lane Comedy Corporation.

## Distribuzione
Distribuito dalla Educational Film Exchanges, il film - un cortometraggio in due bobine presentato da E.W. Hammons - uscì nelle sale cinematografiche USA il 6 maggio 1928.